# John Ashbery
John Lawrence Ashbery (ur. 28 lipca 1927 w Rochester, zm. 3 września 2017 w Hudson) – amerykański poeta.

## Życiorys
Urodzony w Rochester absolwent Harvardu i Columbia University. W swej karierze otrzymał niemal każdą ważniejszą amerykańską nagrodę w dziedzinie poezji, poczynając od Yale Younger Poets Prize w 1956 za swój pierwszy tomik Some Trees. W jego twórczości widoczne były wpływy francuskich surrealistów (dokonywał wielu tłumaczeń tychże), Wallace’a Stevensa i Borisa Pasternaka.
Pod koniec lat 50. krytyk literacki Bernard Myers zakwalifikował m.in. Johna Ashbery’ego, Kennetha Kocha, Franka O’Harę i Jamesa Schuylera do przedstawicieli tzw. szkoły nowojorskiej w poezji.
Poetyka Ashbery’ego opiera się na wolnej składni, zabawie słowem, humorystycznym, często parodystycznym tonie.
W Polsce tłumaczenia jego wierszy ukazywały się głównie w „Literaturze na Świecie”, a także w bibliofilskim zbiorze wydanym w 1993 przez Fundację „Literatura Światowa” i Muzeum Papiernictwa w Dusznikach-Zdroju – No i wiesz (tłum. Piotr Sommer, Andrzej Sosnowski, Bohdan Zadura).
Był homoseksualistą.

## Twórczość
- Some Trees
- The Tennis Court Oath
- Rivers and Mountains
- The Double Dream of Spring
- Three Poems
- Vermont Notebook
- Self-Portrait in a Convex Mirror (Nagroda Pulitzera, National Book Award, National Book Critics Circle Award)
- Houseboat Days
- As We Know
- Shadow Train
- A Wave (nagrodzony Lenore Marshall Poetry Prize oraz Bollingen Prize)
- April Galleons
- Flow Chart
- And the Stars Were Shining
- Hotel Lautréamont
- Girls on the Run (wiersz inspirowany twórczością Henry’ego Dargera)
- Can You Hear, Bird?
- Wakefulness
- Your Name Here
- As Umbrellas Follow Rain
- Chinese Whispers
- Where Shall I Wander
- A Worldly Country
- Notes from the Air: Selected Later Poems
- Planisphere

### Wydane w języku polskim
- No i wiesz, tłum. P. Sommer, A. Sosnowski, B. Zadura, wyb. B. Zadura, posł. A. Sosnowski, Fundacja „Literatura Światowa”–Muzeum Papiernictwa, Warszawa–Duszniki Zdrój 1993.
- Inne tradycje, tłum. J. Fiedorczuk, przedm. G. Jankowicz, Korporacja „ha!art”, Kraków 2008.
- Cztery poematy, tłum. A. Sosnowski, Biuro Literackie, Wrocław 2012.
- „Literatura na Świecie” 1986, nr 7 (180) (numer monograficzny poświęcony szkole nowojorskiej).
- „Literatura na Świecie” 2006, nr 7–8 (420–421) (numer monograficzny poświęcony Johnowi Ashbery’emu).